# Cracked Brain
Albums de Destruction
Release from Agony
(1988) Destruction
(1994)
Cracked Brain est le quatrième album studio du groupe de thrash metal allemand Destruction. L'album est sorti le 1er juin 1990 sous le label Noise Records.
C'est le seul album de la discographie officielle de enregistré sans que le vocaliste Marcel Schirmer ne s'occupe du chant. En effet, sur Cracked Brain, c'est Andrè Grieder qui assure les parties vocales de l'album.
Le titre My Sharona est une reprise du groupe de Rock américain The Knack.

## Musiciens
- Andrè Grieder - Chant
- Mike Sifringer - Guitare, Basse
- Harry Wilkens - Guitare, Basse
- Christian Engler - Basse
- Oliver Kaiser - Batterie

## Liste des morceaux
1. Cracked Brain - 3:36
2. Frustrated - 3:32
3. S E D - 3:32
4. Time Must End - 5:56
5. My Sharona (reprise du groupe The Knack) - 3:10
6. Rippin You Off Blind - 5:28
7. Die A Day Before You're Born - 4:21
8. No Need to Justify - 4:48
9. When Your Mind Was Free - 4:38